# Два дні, одна ніч
«Два дні, одна ніч» (фр. Deux jours, une nuit) — бельгійсько-французько-італійська драма режисерів, сценаристів і продюсерів Братів Дарденн — Жана-П'єра і Люка, що вийшла 2014 року. У головних ролях Маріон Котіяр та Фабриціо Ронджоне.
Вперше фільм продемонстрували 20 травня 2014 року у Франції на 67-му Каннському кінофестивалі. В Україні в кінопрокаті прем'єра фільму відбулася 2 жовтня 2014 року.

## Сюжет
У бельгійському місті Льєж на заводі з виготовлення сонячних панелей працює Сандра. У неї закінчується відпустка на лікування у зв'язку з депресією. Проте за час її відсутності її частку роботи перерозподілили серед 16-ти її співробітників і тепер вона непотрібна, її хочуть звільнити. Співробітники стають перед дилемою: вони повинні проголосувати – або кожен отримає премію по 1000 євро і Сандру звільнять, або Сандру залишать, але премії не буде. Це п'ятниця, а в понеділок вранці відбудеться ще одне голосування. Тому Сандра ставить собі мету — добитися того, щоб її залишили на роботі…

## Творці фільму

### Знімальна група
Кінорежисери — Жан-П'єр і Люк Дарденн, сценаристами були Жан-П'єр і Люк Дарденн, кінопродюсерами — Жан-П'єр і Люк Дарденн і Деніс Фрейд, виконавчий продюсер — Дельфіна Томсон, кінооператор — Ален Маркоен, кіномонтаж: Марі-Елен Дозо. Художник-костюмер — Майра Рамедген Леві.

### У ролях
| Актор             | Персонаж               | Роль                  |
| ----------------- | ---------------------- | --------------------- |
| Маріон Котіяр     | Сандра фр. Sandra      | молода дружина і мама |
| Фабриціо Ронджоне | Ману фр. Manu          | чоловік Сандри        |
| Олів'є Гурме      | Жан-Марк фр. Jean-Marc |                       |
| Пілі Ґройн        | Естель фр. Estelle     |                       |
| Сімон Кодрі       | Максім фр. Maxime      |                       |

## Сприйняття

### Критика
Фільм отримав здебільшого позитивні відгуки: Rotten Tomatoes дав оцінку 95 % на основі 44 відгуків від критиків (середня оцінка 8,4/10). Загалом на сайті фільми має позитивний рейтинг, фільму зарахований «стиглий помідор» від кінокритиків, Internet Movie Database — 7,6/10 (1 663 голоси), Metacritic — 92/100 (10 відгуків критиків). Загалом на цьому ресурсі від критиків фільм отримав позитивні відгуки.

### Касові збори
Під час показу у Франції, що розпочався 20 травня 2014 року, протягом першого тижня фільм показали у 310 кінотеатрах і він зібрав 1,460,644 $, що на той час дозволило йому зайняти 1 місце серед усіх прем'єр. Показ фільму протривав 3 тижні і за цей час фільм зібрав у прокаті у Франції 3,531,732  доларів США при бюджеті 7 млн євро.

### Нагороди і номінації[8]
| Рік  | Нагорода                                  | Категорія                   | Номінант              | Результат |
| ---- | ----------------------------------------- | --------------------------- | --------------------- | --------- |
| 2014 | 67-й Каннський кінофестиваль              | Золота пальмова гілка       | Жан-П'єр, Люк Дарденн | Номінація |
| 2014 | Міжнародна Нагорода суспільства кіноманів | Ґран-прі                    | Жан-П'єр, Люк Дарденн | Перемога  |
| 2014 | Мюнхенський кінофестиваль                 | Найкращий міжніродний фільм | Жан-П'єр, Люк Дарденн | Номінація |
| 2014 | Сіднейський кінофестиваль                 | Найкращий фільм             | Жан-П'єр, Люк Дарденн | Перемога  |
| 2014 | Міжнародний кінофестиваль у Вальядоліді   | Найкращий фільм             | Жан-П'єр, Люк Дарденн | Номінація |
| 2015 | Премія «Оскар»                            | Найкраща жіноча роль        | Маріон Котіяр         | Номінація |
| 2015 | Премія «Магрітт»                          | Найкращий фільм             | Найкращий фільм       | Перемога  |